# Leonessa Nuoto Pallanuoto Brescia
Leonessa Nuoto Pallanuoto je talijanski vaterpolski klub iz Brescie.
Utemeljen je 1973. godine.

## Sastav - sezone 2015./16. i 2016./17.
| #  | Igrač                | Država | Pozicija |  |
| -- | -------------------- | ------ | -------- |  |
| 1  | Marco del Lungo      |        | vratar   |  |
| 2  | Stefano Guerratto    |        | bek      |  |
| 3  | Christian Presciutti |        | napadač  |  |
| 4  | Sava Ranđelović      |        | bek      |  |
| 5  | Vjekoslav Pasković   |        | centar   |  |
| 6  | Valerio Rizzo        |        | centar   |  |
| 7  | Petar Muslim         |        | napadač  |  |
| 8  | Alessandro Nora      |        | napadač  |  |
| 9  | Nicholas Presciutti  |        | bek      |  |
| 10 | Zeno Bertoli         |        | bek      |  |
| 11 | Nemanja Ubović       |        | centar   |  |
| 12 | Christian Napolitano |        | centar   |  |
| 13 | Brando Dian          |        | vratar   |  |
| 14 | Stefano Morreti      |        | vratar   |  |
| 15 | Edoardo Manzi        |        | napadač  |  |
|    | Alessandro Bovo      |        | Trener   |  |

Predsjednik kluba je Andrea Malchiodi. U sezoni 2015./16. Brescia se uresila naslovom pobjednika Eurokupa. U Dubrovniku 14. prosinca 2016. godine, u srazu protiv europskog prvaka Juga, Brescia nije uspjela pružiti dostojan otpor. Domaći klub okrunio je savršenu sezonu osvajanjem rekordnoga petog trofeja, Superkupa, nadmoćno potopivši Bresciu 10:4. Dubrovačku dominaciju ilustrira podatak da je nakon triju četvrtina Brescia gubila 7:0.

## Značajni igrači
- Samir Barać
- Igor Hinić
- Fran Paškvalin
- Aleksandar Ćirić

## Klupski uspjesi
- prvaci: 2002/03.
- osvajač LENA-kupa: 2001/02., 2002/03., 2005/06. i 2015./16.

## Vanjske poveznice
- http://www.leonessanuoto.it/  Arhivirana inačica izvorne stranice od 23. prosinca 2006. (Wayback Machine)